# Eleocharis pachycarpa
Eleocharis pachycarpa är en halvgräsart som beskrevs av Étienne-Émile Desvaux. Eleocharis pachycarpa ingår i släktet småsäv, och familjen halvgräs. Inga underarter finns listade i Catalogue of Life.